# Dalibor Matanić
Dalibor Matanić (Zagreb, 21. siječnja 1975.), hrvatski filmski redatelj i scenarist.

## Životopis
Rodio se je u Zagrebu 1975. godine. 
U svom prvom cjelovečernjem filmu, Blagajnica hoće ići na more, Matanić se bavi tematikom iskorištavanja radnika. Drugi Matanićev film, Fine mrtve djevojke, drama je koja prati dvije lezbijke koje zbog svoje seksualnosti dolaze u probleme s drugim stanarima zgrade u kojoj žive. Film je osvojio sedam nagrada na Pulskom festivalu 2002. godine, uključujući i Veliku zlatnu arenu za najbolji film.
Godine 2004. snima film o slikarici Slavi Raškaj, 100 minuta slave. Filmom Volim te, Matanić se opet vraća suvremenim temama kroz priču glavnog lika koji je zaražen virusom HIV-a.
Njegov kratkometražni film, Tulum (2009.), osvojio je dvije hrvatske i dvanaest međunarodnih nagrada, dok je Zvizdan (2015.) prikazan na 68. Filmskom festivalu u Cannesu gdje je u natjecateljskom programu „Izvjestan pogled” (fr. Un Certain Regard) osvojio i nagradu stručnoga žirija.
Od 2014. u braku je s glumicom Helenom Minić, s kojom ima troje djece.
U travnju 2024. godine objavio je da se kaje radi neprimjerenog ponašanja i seksualnog uznemiravanja žena, zbog čega su mu otkazane i brojne poslovne suradnje. U istoj je objavi napisao da se na neko vrijeme povlači iz javnosti kako bi se posvetio liječenju od ovisnosti.

## Filmografija

### Dugometražni film
- Blagajnica hoće ići na more (2000.)
- Fine mrtve djevojke (2002.)
- 100 minuta slave (2004.)
- Volim te (2005.)
- Kino Lika (2008.)
- Majka asfalta (2010.)
- Ćaća (2011.)
- Majstori (2013.)
- Zvizdan (2015.)
- Transmania (2016.)
- Egzorcizam (2017.)
- Zora (2020.)

### Kratkometražni film
- Sretno (1998.)
- Bag (1999.)
- Tišina (2001.)
- Suša (2002.)
- Djevojčica sa olovkama (2004.)
- Tulum (2009.)
- Mezanin (2011.)
- Debut (2018.)

### Televizijske serije
- Novine (2016. – 2020.)
- Područje bez signala (2021. – 2022.)
- Šutnja (2021. – 2023.)

## Glumačke suradnje
Matanić često surađuje s istim glumcima. Glumci s kojima najčešće surađuje su Krešimir Mikić i Bojan Navojec. 

#### Glumci
| Glumci                 | Blagajnica hoće ići na more (2000) | Fine mrtve djevojke (2002) | 100 minuta slave (2004) | Volim te (2005) | Kino Lika (2008) | Majka asfalta (2010) | Ćaća (2011) | Majstori (2013) | Zvizdan (2015) | Egzorcizam (2017) | Zora (2020) |
| ---------------------- | ---------------------------------- | -------------------------- | ----------------------- | --------------- | ---------------- | -------------------- | ----------- | --------------- | -------------- | ----------------- | ----------- |
| Bojan Navojec          | ✘                                  |                            | ✘                       | ✘               |                  |                      |             | ✘               |                |                   |             |
| Nina Violić            | ✘                                  | ✘                          |                         |                 |                  |                      |             |                 |                |                   |             |
| Marija Škaričić        | ✘                                  |                            | ✘                       |                 |                  | ✘                    |             |                 |                |                   |             |
| Danko Ljuština         | ✘                                  |                            |                         |                 | ✘                |                      |             |                 |                |                   |             |
| Krešimir Mikić         |                                    | ✘                          | ✘                       | ✘               | ✘                | ✘                    |             | ✘               |                |                   | ✘           |
| Inge Appelt            |                                    | ✘                          | ✘                       |                 |                  |                      |             |                 |                |                   |             |
| Ksenija Marinković     |                                    |                            | ✘                       |                 |                  |                      |             |                 | ✘              |                   |             |
| Nada Gačešić-Livaković |                                    |                            | ✘                       |                 | ✘                |                      |             |                 |                |                   |             |
| Trpimir Jurkić         |                                    |                            |                         |                 | ✘                |                      |             |                 | ✘              |                   | ✘           |
| Ivo Gregurević         |                                    |                            |                         |                 | ✘                |                      | ✘           |                 |                |                   |             |
| Areta Ćurković         |                                    |                            |                         |                 | ✘                |                      |             | ✘               |                |                   |             |
| Nikša Butijer          |                                    |                            |                         |                 | ✘                | ✘                    |             | ✘               |                |                   |             |
| Judita Franković       |                                    |                            |                         |                 |                  | ✘                    | ✘           |                 |                |                   |             |
| Janko Popović Volarić  |                                    |                            |                         |                 |                  | ✘                    |             |                 |                | ✘                 |             |
| Goran Marković         |                                    |                            |                         |                 |                  |                      |             |                 | ✘              |                   | ✘           |
| Tihana Lazović         |                                    |                            |                         |                 |                  |                      |             |                 | ✘              |                   | ✘           |

## Broj gledatelja

### Hrvatska kina
Prema podacima Hrvatskog audiovizualnog centra, najgledaniji film Dalibora Matanića jest Blagajnica hoće ići na more, njegov prvi film. 
| Film                        | Godina proizvodnje | Broj gledatelja      |
| --------------------------- | ------------------ | -------------------- |
| Blagajnica hoće ići na more | 2000.              | 48,849               |
| Fine mrtve djevojke         | 2002.              | 14,346               |
| 100 minuta slave            | 2004.              | 3,268                |
| Volim te                    | 2005.              | podaci nisu dostupni |
| Kino Lika                   | 2008.              | 18,211               |
| Majka asfalta               | 2010.              | 1,619                |
| Ćaća                        | 2011.              | 1,366                |
| Majstori                    | 2013.              | 23,378               |
| Zvizdan                     | 2015.              | 42,815               |
| Transmania                  | 2016.              | podaci nisu dostupni |
| Egzorcizam                  | 2017.              | 1,611                |
| Zora                        | 2020.              | 1,163                |

## Vanjske poveznice
- Dalibor Matanić – službene stranice  Arhivirana inačica izvorne stranice od 5. rujna 2008. (Wayback Machine) (hrv.) (engl.)
- Dalibor Matanić u internetskoj bazi filmova IMDb-u (engl.)